# Фишер, Отто (искусствовед)
Эдуард Якоб Отто Фишер (нем. Eduard Jakob Otto Fischer; 22 мая 1886, Ройтлинген — 9 апреля 1948, Базель) — немецкий искусствовед и историк искусства, специализировавшийся на китайском искусстве; директор Базельского художественного музея (1927—1937).

## Биография
Отто Фишер родился 22 мая 1886 года в Ройтлингене в семье члена коммерческого совета Эрнста Фишера (1854—1922) и его жены Анны Фишер (урожденной Линдер). Как и его братья и сестры, Отто посещал ройтлингенскую школу «Lateinschule»; позднее родители отправили его в школу-интернат в Бад-Кройцнахе, где он успешно сдал экзамены на аттестат зрелости в 1904 году. В летнем семестре того же года он начал изучать право в Тюбингенском университете и стал членом студенческого братства «Igel Tübingen». Он изменил свою специализацию уже после первого семестра — начал изучать историю искусств и археологию; затем он отправился в Мюнхен и до осени 1906 года учился в местном университете. До Пасхи 1907 года учился в Венском университете — являлся одним из студентов профессора Юлиуса фон Шлоссера (1866—1938).
В декабре 1907 года Фишер, под руководством Генриха Вёльфлина, защитил диссертацию на тему «О древнегерманской живописи в Зальцбурге» и получил степень кандидата наук. За этим последовали его поездки во Францию и Италию. С 1909 года Фишер занимался изучением китайской живописи: он написал первое эссе о восточноазиатском искусстве как рецензию — через год после знаменитой мюнхенской выставки 1909 года. Он полагал, что — хотя выставка и «открыла глаза на малоизвестное искусство» — знакомство можно было назвать только поверхностным. Второе эссе, написанное в 1911 году по теории китайского искусства, стало предвестником его докторской диссертации, защищённой в 1912 году на филолого-историческом кафедре философского факультета Геттингенского университета. После Первой мировой войны он повторно защитил диссертацию, опубликовав ее в 1923 году — книга пережила целый ряд переизданий.
Не позднее, чем в 1911 году, Отто Фишер присоединился к группе художников, которые регулярно посещали Марианну Верёвкину в её «Розовом салоне». Благодаря серии публикаций в профессиональных журналах и массовых периодических изданиях, Фишер стал известен, что помогло ему в профессиональной карьере. В том же году он стал членом Нового Мюнхенского художественного объединения и через год написал работу «Das neue Bild», в которой проанализировал творчество многих членов ассоциации, включая Александра Могилевского.
После Великой войны Фишер открыл букинистический магазин в Мюнхене; около 1920 года он стал директором Музея изобразительных искусств Вюртемберга в Штутгарте. При финансовой поддержке Немецкого научного фонда и Министерства иностранных дел Веймарской республики, в 1925 году он предпринял исследовательскую поездку, которая прошла через Сибирь в Корею, Японию, Китай — где он стал «почетным советником» правительством в Пекине. В 1926 году он встретился с художником Ци Байши (1861—1957), чью выставку организовал на Берлинском сецессионе 1930 года. На обратном пути искусствовед посетил Яву и Бали.
В 1927 году Фишер стал директором Базельского художественного музея — преемником Фридриха Ринтелена (1881—1926). Одновременно Фишер получил позицию экстраординарного профессора Базельского университета. Для строительства нового здания музея, открытого в 1936 году, искусствовед пригласил в Базель штутгартского профессора Поля Бонатца (1877—1956). После почти десяти лет деятельности на посту директора Фишер был вынужден уйти с музейной службы в связи с состоянием здоровья: в 1938 году он переехал со своей семьей в Аскону (кантон Тичино), где продолжал литературоведческие исследования и написал несколько книг. В 1945 году Фишер тяжело заболел и вернулся в Базель, где и умер 9 апреля 1948 года.

## Работы
- Das neue Bild. Veröffentlichung der Neuen Künstlervereinigung München. Delphin, München 1912.
- Chinesische Landschaftsmalerei. Kurt Wolff, München 1923.
- Die Kunst Indiens, Chinas und Japans (= Propylaen-Kunstgeschichte. Bd. 4). Propyläen, Berlin 1928.
- Wanderfahrten eines Kunstfreundes in China und Japan. Deutsche Verlags-Anstalt, Stuttgart/Berlin 1939.
- Kunstwanderungen auf Java und Bali. Deutsche Verlags-Anstalt, Stuttgart/Berlin 1941.